# Pertactine
La pertactine est une protéine membranaire de Bordetella pertussis, bactérie responsable de la coqueluche. Située dans la membrane externe de ce coccobacille à Gram négatif, elle en est un facteur de virulence qui assure l'adhérence aux cellules épithéliales de la trachée. Purifiée à partir du bacille, elle est utilisée pour la production de vaccins, et est un composant important du vaccin acellulaire contre la coqueluche.
Une large part du domaine N-terminal de la pertactine est formée de répétitions d'hélices β. Cette région de la protéine est sécrétée à l'aide du domaine autotransporteur C-terminal.